# Miloslav Přikryl
Miloslav Přikryl (* 13. září 1957 Přerov) je český technik a politik, od roku 1998 zastupitel a od listopadu 2002 starosta Lipníku nad Bečvou.

## Osobní život
Narodil se v září 1957 v Přerově. Absolvoval studium na Fakultě stavební Vysokého učení technického v Brně a získal inženýrský titul. Do sametové revoluce pracoval jako investiční technik u Českých drah, v letech 1993 až 2002 pracoval jako přednosta okresního úřadu v Přerově.

## Politické působení
V komunálních volbách v roce 1998 byl lídrem kandidátní listiny Unie svobody v Lipníku nad Bečvou a byl zvolen zastupitelem města. V komunálních volbách v roce 2002 opět kandidoval jako lídr kandidátní listiny subjektu Unie pro Lipník (sdružení US-DEU a nezávislých kandidátů) jako člen US-DEU na funkci zastupitele města. Ve volbách uspěl a krátce poté se navíc stal starostou města. V krajských volbách v roce 2004 pak kandidoval jako nestraník na 6. místě kandidátní listiny subjektu SNK sdružení nezávislých, ale nebyl zvolen (strana v zastupitelstvu nezískala žádný mandát). Ve sněmovních volbách v roce 2006 kandidoval jako nestraník na 8. místě kandidátní listiny SNK Evropských demokratů v Olomouckém kraji, ale nebyl zvolen (strana žádný mandát v Poslanecké sněmovně nezískala).
Navzdory neúspěchu mimo obecní politiku byl v komunálních volbách v roce 2006 jako lídr kandidátky Sdružení nezávislých kandidátů s názvem UNIE PRO LIPNÍK opět zvolen zastupitelem a posléze i starostou města. V komunálních volbách v roce 2010 byl opět lídrem kandidátní listiny se stejným názvem a opět byl zvolen zastupitelem a následně i starostou města. V krajských volbách v roce 2012 kandidoval na 4. místě kandidátní listiny subjektu NEZÁVISLÁ VOLBA jako nestraník. Strana však žádný mandát nezískala a Přikryl tak krajským zastupitelem zvolen nebyl. Úspěšná však byla jeho další kandidatura v komunálních volbách v roce 2014, ve kterých jako nestraník za STAN opět vedl kandidátku subjektu s názvem U N I E P R O L I P N Í K. I po těchto volbách byl zvolen starostou města. V krajských volbách v roce 2016 opět kandidoval jako nestraník za STAN na kandidátní listině koalice Starostové ProOlomoucký kraj (tj. STAN a ProOlomouc). Figuroval na 12. místě kandidátní listiny koalice a stal se šestým náhradníkem.
V komunálních volbách v roce 2018 byl opět jako nestraník za STAN lídrem kandidátní listiny UNIE PRO LIPNÍK, opět byl zvolen zastupitelem a opět navíc i starostou města. V komunálních volbách v roce 2022 úspěch zopakoval ve stejném složení, tj. byl lídrem kandidátky se stejným názvem, zvolen zastupitelem a následně i starostou města. V krajských volbách v roce 2024 celkem počtvrté usiloval o funkci krajského zastupitele, tentokrát již jako člen hnutí STAN na 24. místě kandidátní listiny strany. Zastupitelem kraje však ani tentokrát zvolen nebyl, stal se 15. náhradníkem.